# Bryum commutatum
Bryum commutatum là một loài Rêu trong họ Bryaceae. Loài này được (Schimp.) Boulay mô tả khoa học đầu tiên năm 1884.